# 浄水通り
浄水通り（じょうすいどおり）は、福岡県福岡市中央区の福岡市植物園の位置に存在した「平尾浄水場跡」から北東方向に平尾浄水町、浄水通、薬院四丁目及び薬院二丁目を通り抜けて大正通りに至る道の区間に付けられた道路愛称である。

## 由来

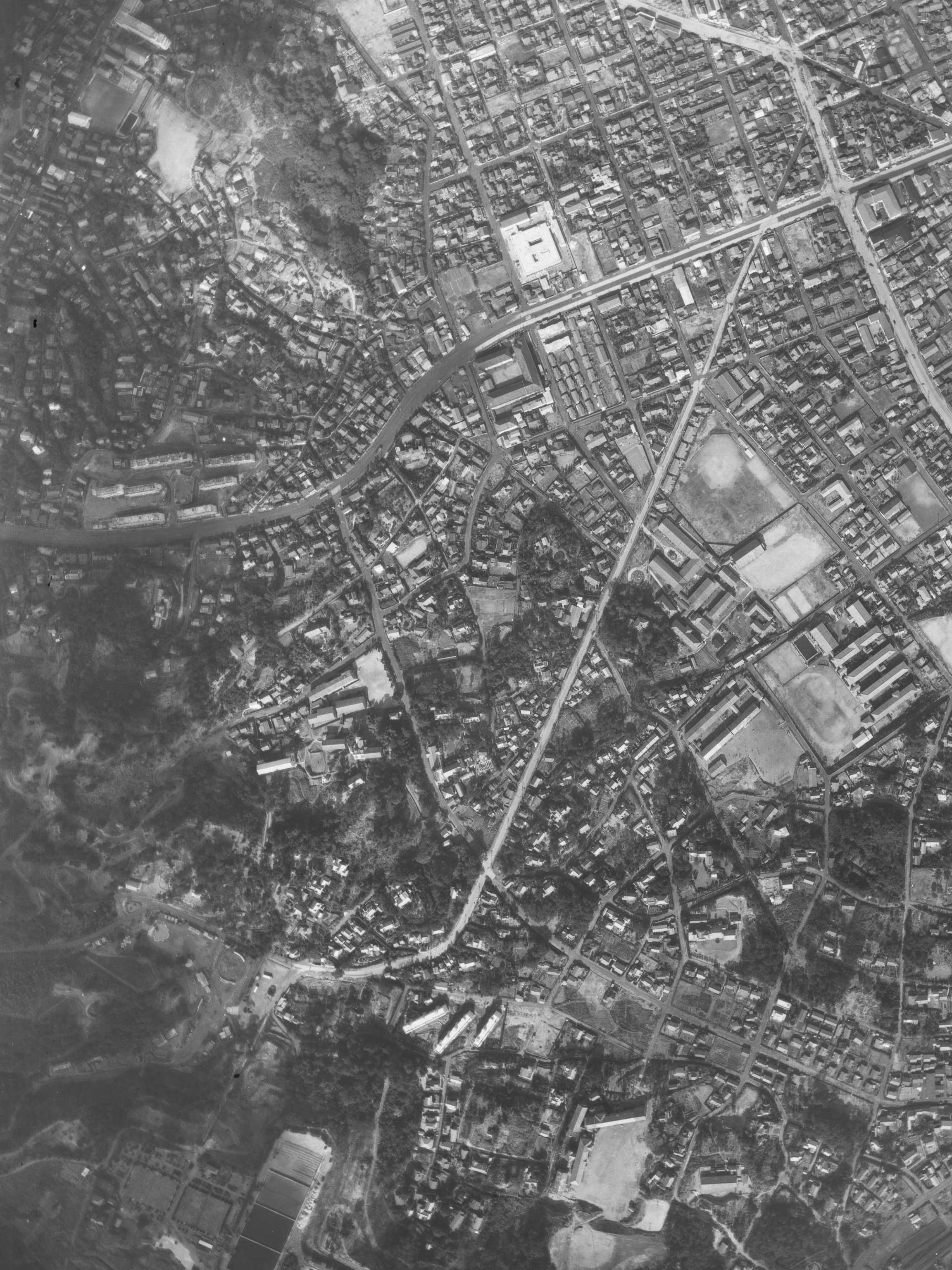
平尾浄水場があったころの浄水通り（1956年1月30日撮影の国土地理院航空写真）

「浄水通り」の道路愛称は、1923年（大正12年）3月1日に設けられた「平尾浄水場」に通じる大通りということから名づけられた。
なお、福岡市が実施する事業によって付けられた「福岡市道路愛称」ではない。

## 区間
平尾浄水場の跡地にできた植物園の南側にある「福岡市道薬院南公園線」の途中から端を発し、平尾浄水町の町内を東から北に向けてなだらかに湾曲しながら200メートルほど進み、その後北北東の方向へ一直線に浄水通、薬院四丁目及び薬院二丁目を1,000メートルほど進み、大正通りに至る。現在では、薬院四丁目と二丁目とがその間に通る広幅員の城南線によって福岡市道薬院南公園線と薬院647号線とに分断されているため、薬院大通駅前交差点までを浄水通と呼ぶことが多い。福岡市の公園部局が管理する街路樹のある区間は、薬院四丁目の薬院交番前交差点から浄水通の浄水通交差点までの延長590メートルとなっている。また、浄水通りが水道の上部に築造された道路であり、当時の水道は自然流下式であったことから、道路も北北東に進むにつれて徐々に低くなる勾配がついており、各地点の標高は次の通りとなっている。
- 植物園前の交差点：21.2メートル
- 浄水通交差点：19.7メートル
- 薬院浄水南交差点：3.1メートル
- 薬院交番前交差点：2.5メートル
- 薬院大通駅前：2.3メートル
- 大正通りとの交差点：2.0メートル

浄水通りの写真
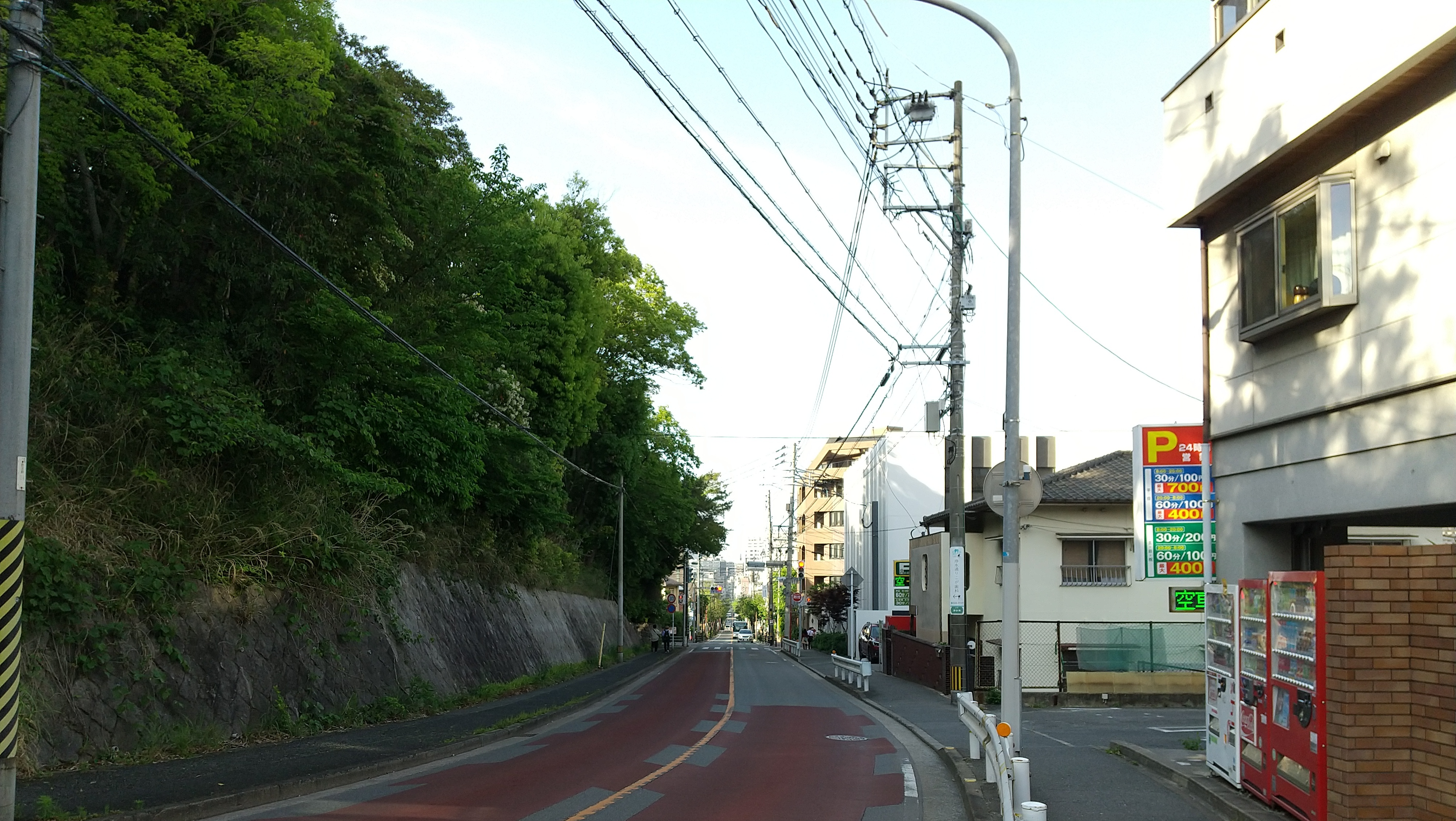
植物園の北側附近（平尾浄水町）
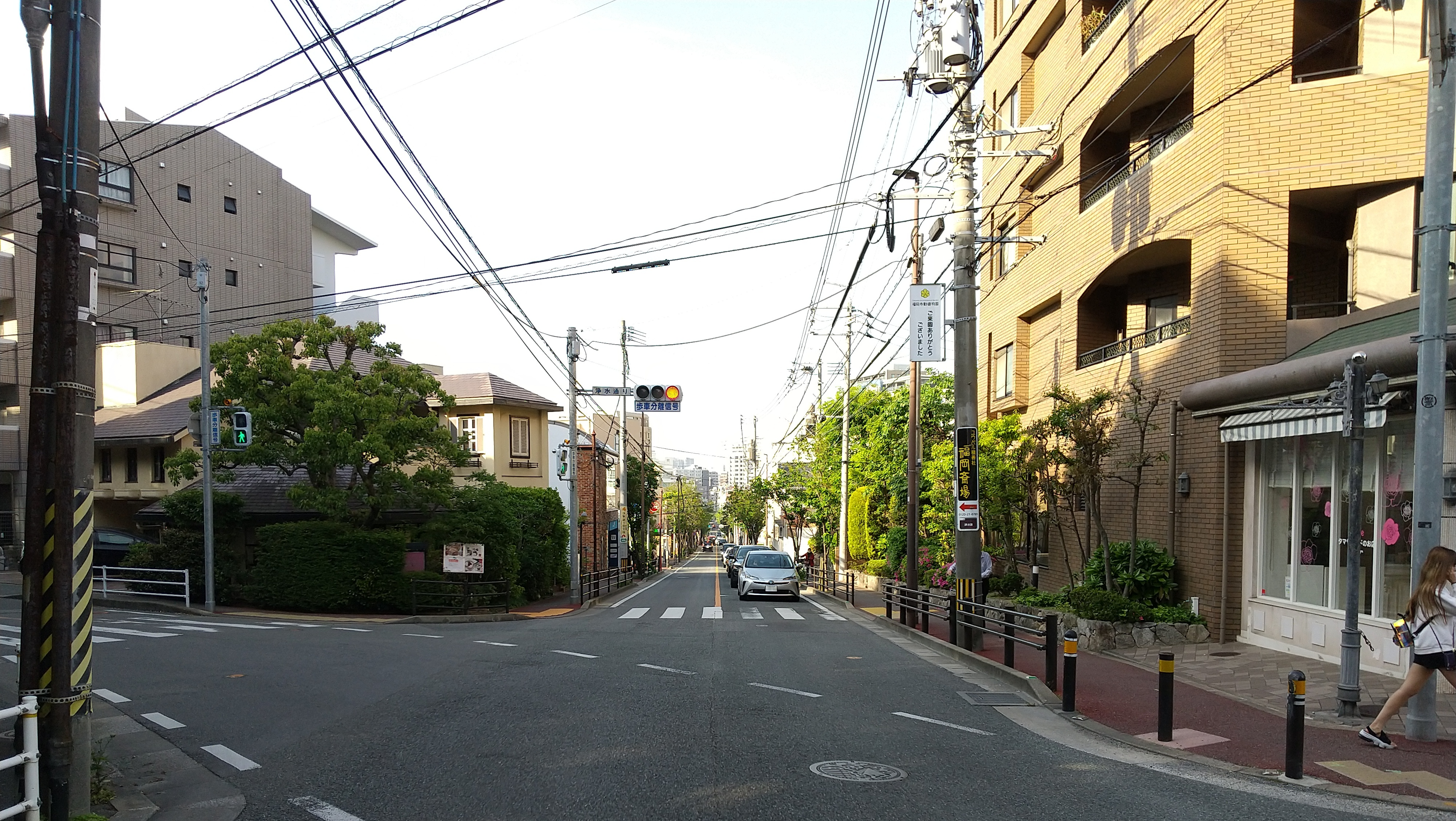
浄水通交差点の北北東側（浄水通）
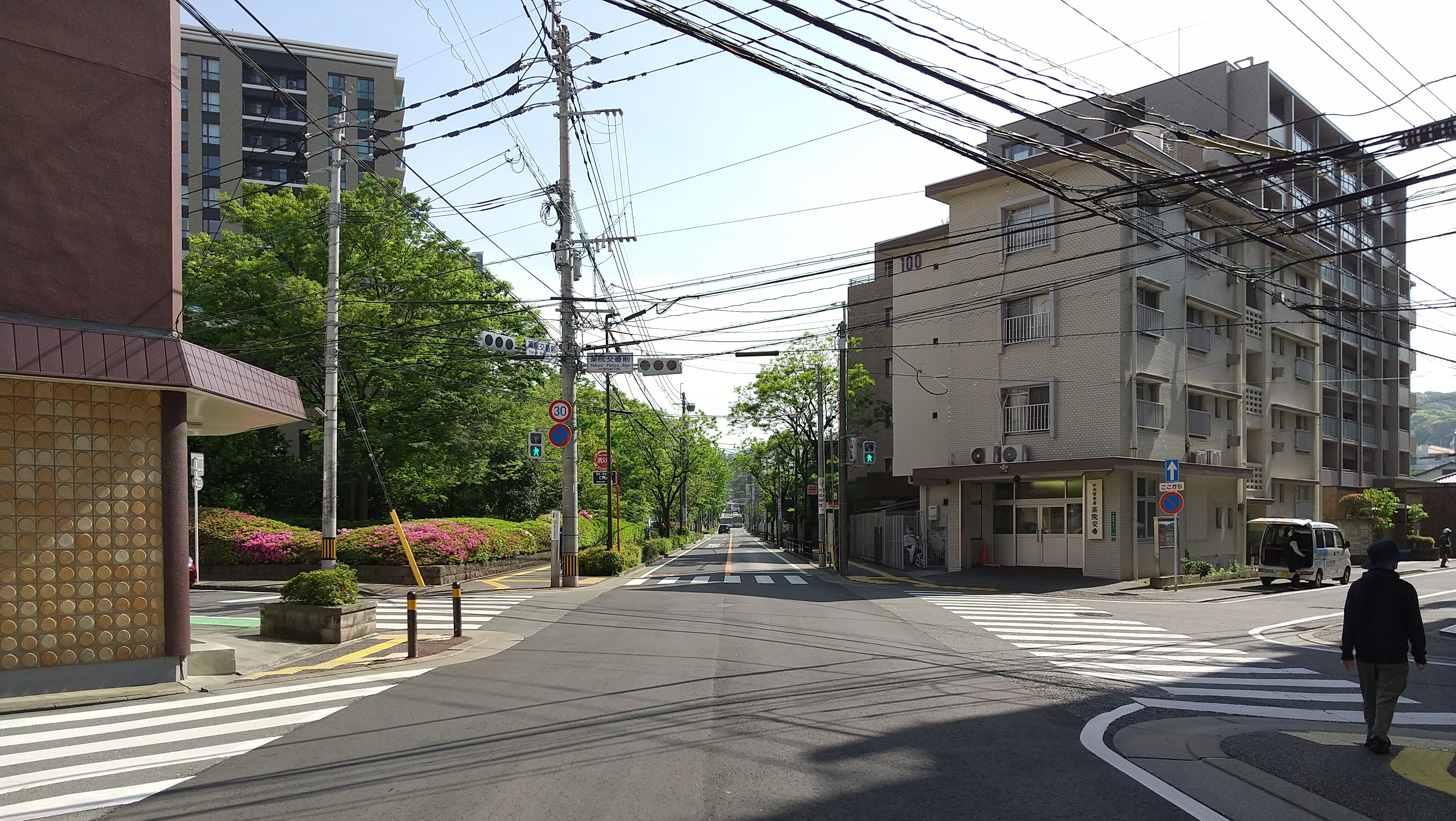
薬院交番前交差点より南南西側（薬院）
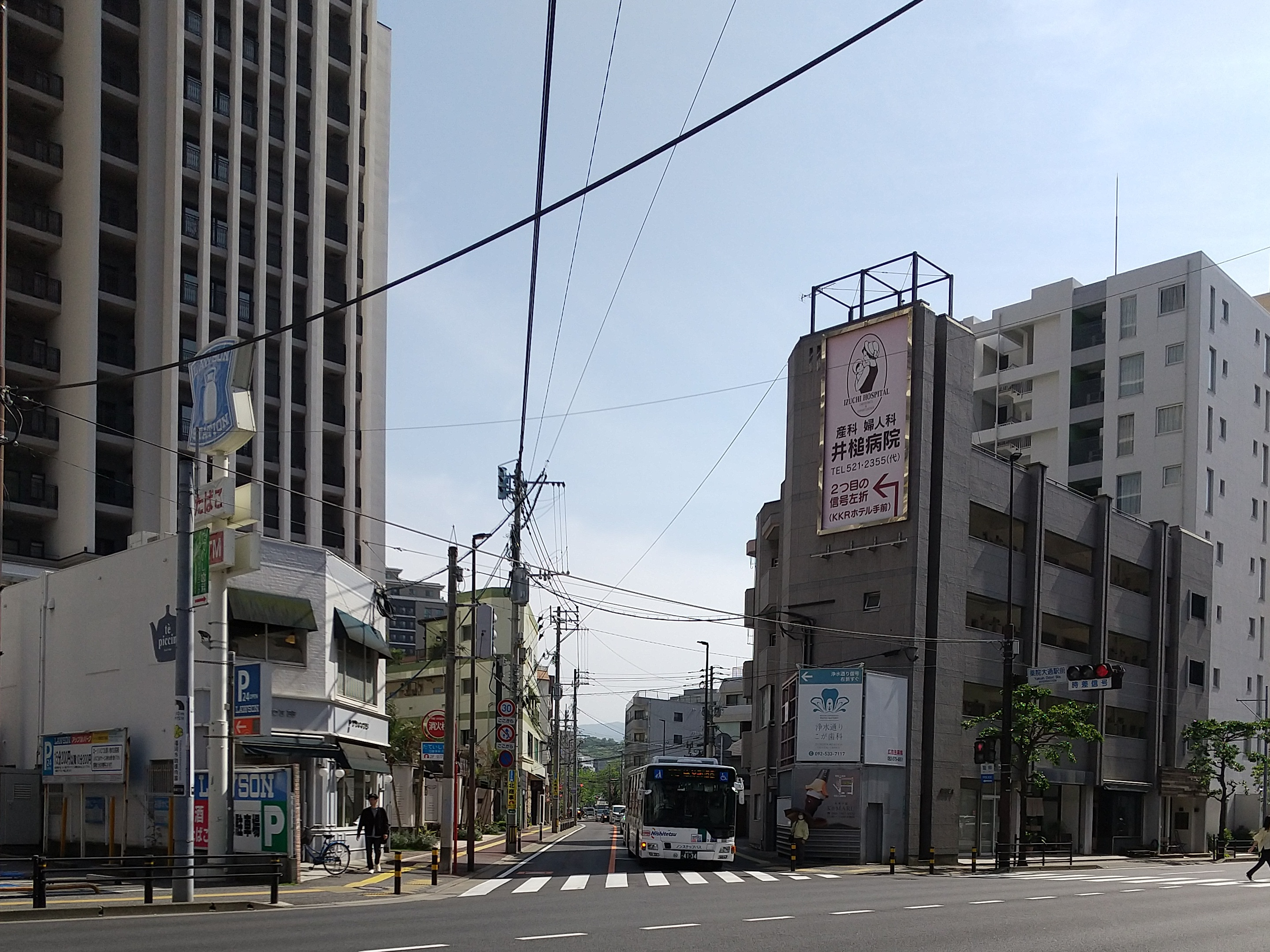
薬院大通駅前交差点より南南西側（薬院）
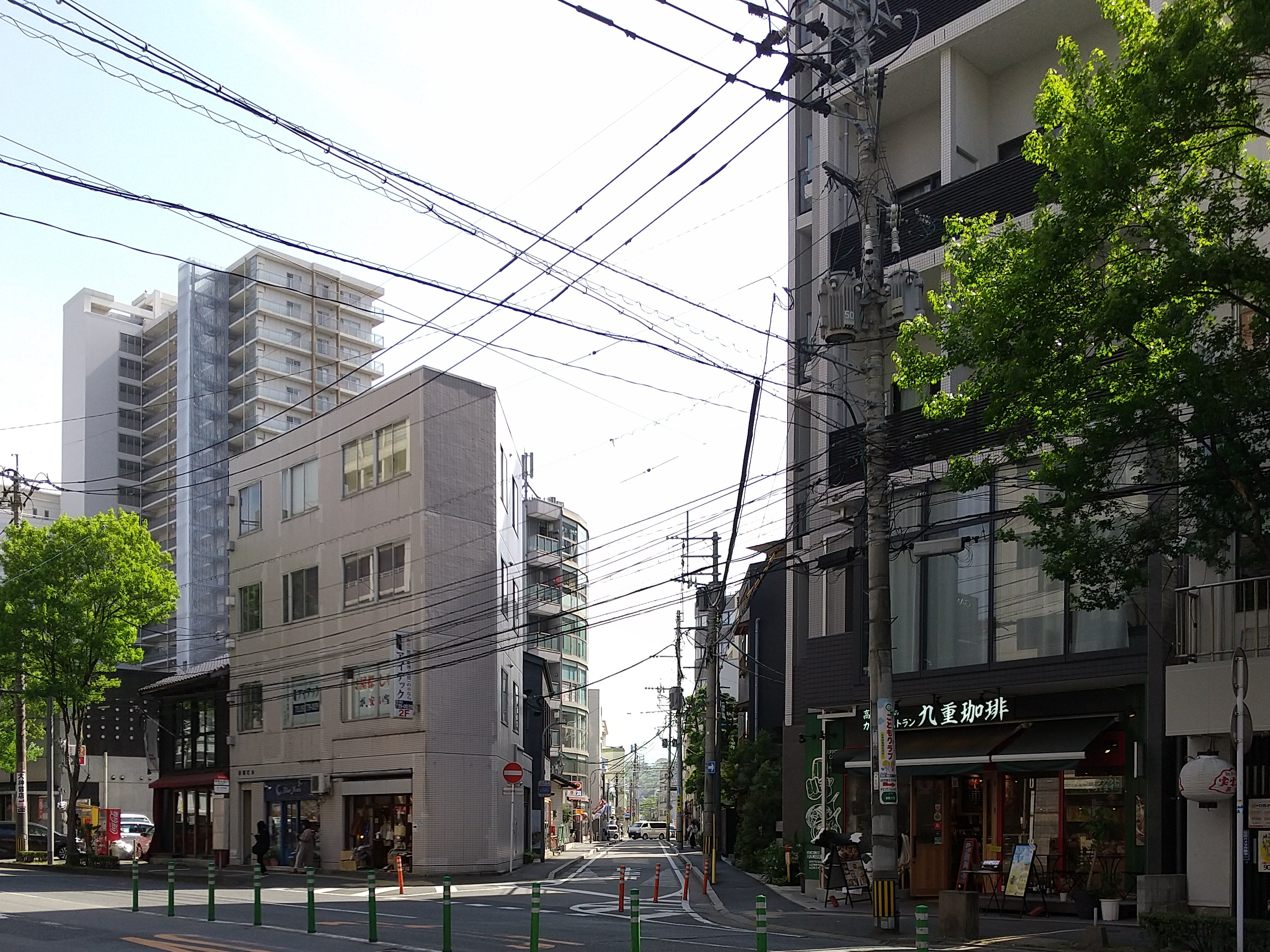
大正通りとの交差点より南南西側（薬院）

## 周辺
浄水通りの周辺の主な施設には、南から北に向かって次のようなものがある。
- 福岡市動植物園
- 浄水緑地[注釈 4]
- 福岡市消防局中央消防署
- 浄水通公園[注釈 5]
- 浄水通公園の向かい側にかつてメルパルク福岡・福岡市九電記念体育館・九州エネルギー館があった。
- 「ニッポン セーラー服 発祥の地」の看板[注釈 6] - 福岡女学校（現・福岡女学院）跡地付近
- 薬院大通駅

## 通過する地域
福岡県福岡市中央区の次の町丁
- 平尾浄水町
- 浄水通
- 薬院四丁目及び薬院二丁目

## 接続する主な通り
| 交差する道路             | 交差する道路 | 交差する場所       |
| ------------------------ | ------------ | ------------------ |
| 福岡県道31号福岡筑紫野線 | 大正通り     | -                  |
| 福岡市道博多駅草ヶ江線   | 城南線       | 薬院大通前駅交差点 |
| 薬院平尾線               | -            | -                  |